# Voice-operated exchange
In de telecommunicatie is een voice-operated exchange (VOX) of voice-operated switch een stem-gestuurde schakeling, die aangestuurd wordt door geluid dat een bepaalde volumedrempel is overschreden. Een dergelijke schakeling wordt vaak gebruikt om een microfoon aan- of uit-te schakelen in bijvoorbeeld een (radio-)zender of opname-apparaat.
In tegenstelling tot het handmatig indrukken van een zogenaamde spreeksleutel, gebeurt dit bij VOX automatisch. Wanneer de gebruiker spreekt, zal het systeem detecteren dat er gesproken wordt, en het achterliggende circuit activeren. Dit heeft als voordeel dat de gebruiker zijn handen vrij houdt.
Vroeger, toen opnamecapaciteit nog beperkt en duur was, werd deze techniek gebruikt om het aantal seconden dat opgenomen werd te beperken en hierdoor gebruik van dure opslag te beperken. Het wordt tegenwoordig nog steeds gebruikt in telefonie om bandbreedtegebruik te beperken wanneer er niet gesproken wordt, zodat deze bandbreedte gebruikt kan worden door andere gebruikers in hetzelfde spectrum. Ook helpt het stroomverbruik te beperken, wat handig kan zijn bij systemen die op een batterij werken. Het wordt niet meer gebruikt om opslag te voorkomen, omdat opslag in verhouding erg goedkoop is geworden.
VOX is sinds begin 2020 weer in de belangstelling omdat het een goedkope manier is om handsfree te kunnen praten. Dit komt omdat in diverse landen handsfree gebruik een vereiste is om nog gebruik te kunnen maken van zend/ontvangers in het verkeer. In Duitsland is het sinds 1 juli 2020 verboden om zenders in de auto te gebruiken zonder handsfree systeem. In Nederland is wetgeving aangepast om mobiele elektronische apparaten toe te voegen aan bestaande wetgeving die niet handsfree bellen strafbaar stelt.

## Nadelen
Er wordt nog massaal gebruik gemaakt van push-to-talk (PTT) in plaats van VOX, omdat VOX diverse nadelen heeft.
Het aansturen van een zender, of een opname-apparaat of achterliggend circuit, gebeurt door geluid. Dit geluid moet een bepaalde drempel overstijgen voordat het circuit geactiveerd wordt. Dit geeft enkele problemen. Het zorgt ervoor dat het begin van het gesprek nog niet opgenomen of uitgezonden wordt omdat het circuit nog moest activeren op de stem of het geluid. Sommige moderne systemen nemen deze eerste seconden op en spelen het af nadat het zend- of opnamecircuit geactiveerd is, maar de meeste systemen kunnen dit niet.
Een ander nadeel van VOX is dat het circuit altijd geactiveerd wordt wanneer de drempel overschreden wordt - ook wanneer de gebruiker een geluid maakt dat niet bedoeld was voor uitzending of opname, zoals ademen, of praten tegen iemand anders in dezelfde ruimte. Ook wordt het systeem geactiveerd wanneer het geluid niet door de gebruiker gemaakt werd maar door de omgeving, een navigatiesysteem, radio, passagier of door in geval van een zender, het ontvangergedeelte. Dit laatste wordt in sommige gevallen ondervangen door VOX uit te schakelen of de gevoeligheid drastisch te verlagen wanneer de zend/ontvanger in actieve ontvangststand staat.
Vroeger gebruikten piloten en astronauten het stopwoordje 'uh' om het systeem alvast te activeren voordat het werkelijke gesprek begon. Ook andersom is er een probleem wanneer de stem niet krachtig genoeg is om de VOX-activatiedrempel te overschrijden, bijvoorbeeld omdat de stem in een hogere frequentie werkt dan een gemiddelde mannenstem of omdat de gebruiker zich verder van de microfoon bevindt.
Omdat VOX niet kan bepalen wanneer een gesprek afgelopen is en wanneer een nieuwe zin begint, blijft het systeem de opname of uitzending enkele seconden (gemiddeld ½-3 seconden) vasthouden. Dit gebeurt dus ook wanneer het gesprek echt afgelopen is. De opname loopt door en moet hierna ingekort worden of de uitzending houdt de spreeksleutel van de zender vast en andere gebruikers kunnen in deze tussentijd niet zenden zonder dat er verstoringen ontstaan.